# Isabelle Gélinas
Isabelle Gélinas (n. 13 octombrie 1963, Montréal, provincia Québec, Canada) este o actriță franco-canadiană. 
Este cunoscută de marele public mai ales pentru rolul său din serialul Nu face asta, nu face aia⁠(d).
A câștigat un Molière în 2014 pentru interpretarea din piesa Tatăl⁠(d).

## Biografie

### Tinerețe și începuturi
Este fiica unui arhitect din Quebec și a unei franțuzoaice, restauratoare de picturi. După un bacalaureat literar, la Cours Florent Isabelle Gélinas și-a început pregătirea ca actriță, înainte de a se înscrie la Conservatorul Național de Artă Dramatică (promoția 1985) unde a fost elevă a lui Pierre Vial, Daniel Mesguich, dar și mai ales a lui, Michel Bouquet.
Cu toate acestea, primii ei pași în profesie nu au venit fără dificultate. Judecată „prea tânără”, sau dimpotrivă, „prea matură” și „nu suficient de modernă”, se chinuie să-și găsească un loc în industrie. Insistența ei va învinge totuși reticența confraților săi. Prima parte a carierei sale (1982-1986) s-a desfășurat apoi în teatru: interpretează un repertoriu clasic, în special mai multe piese de Molière sub conducerea lui Jean Davy.

### Progres în cinema
În 1986, participarea ei la scurtmetrajul lui Yves Thomas, Triplu sec, unde se află în apropierea lui Suzanne Flon și André Dussollier, îi deschide porțile cinematografiei. Anul 1988 marchează astfel adevăratul punct de cotitură în cariera sa și oferă o bună imagine de ansamblu asupra amplorii potențialului său dramatic și a deschiderii sale către diferite scene. Într-adevăr, deși rămâne fidelă teatrului (Dubla Inconstanță de Marivaux), ea apare în cinema în Urmărește acest avion (comedie) alături de Lambert Wilson apoi Șuanii (dramă) cu Philippe Noiret, în același timp în care și-a început o carieră în televiziune, apărând pe genericul mai multor filme TV, majoritatea realizate de Caroline Huppert. De atunci, în anii 1990, propunerile curg și o instalează pe Isabelle Gélinas pe aceste trei tablouri. În cinema, o regăsim în dramele Mado post restant (1989), Louis, copilul rege(1992), Păsări ciudate (1993) și comediile La vremea când fiarele mari vor bea (1993) și Privește-mă când te părăsesc(1993).
În a doua jumătate a deceniului, ea va participa la două filme de mare succes, deși în roluri secundare. : Didier (1997) cu Jean-Pierre Bacri și Alain Chabat și Paparazzi (1998) cu Vincent Lindon și Patrick Timsit. Pe micul ecran, joacă în filme TV de diferite registre, printre care Eu, Generalul de Gaulle (1990), Am două amoruri(1996) și Haos tehnic (1997). În ceea ce privește teatrul, dacă timpul petrecut în fața camerei de filmat a determinat-o să-l pună în așteptare pentru o vreme, a revenit la el în 1993 în Libertinii înainte de a reveni la textele clasice. : Neguțătorul din Veneția (1994-1995) și Triumful dragostei (1996-1997).
În anii 2000, Isabelle Gélinas continuă acest triplu parcurs, confirmându-și locul în genul umoristic. Discretă în cinematograf, joacă în câteva comedii cu șanse diferite : Oamenii în costume de baie nu sunt (neapărat) superficiali (2001), Nu plecați (2003), Caut logodnic toate cheltuielile plătite (2005) și Asta se tratează? (2008). De fapt, televiziunii și teatrului i se dedică în acești ultimi ani și are succese remarcabile.

### Revelație televizată și consacrare în teatru
Pentru televiziune, filmează numeroase filme de ficțiune, în special Capcana lui Moș Crăciun(2005), trilogia Inseparabilii (2005-2006) alături de Michel Boujenah, dar și Lovituri interzise (2005) și Trecut tulburat(2006), dublu premiate la Festivalul de la Luchon. Mai presus de toate, ea încearcă un nou format participând la seriale recurente : după o apariție în Cordier, judecător și polițist - episodul n 60 (2004), obține unul dintre cele patru roluri principale din serialul de comedie Nu face asta, nu face aia, pentru canalul France 2. O înfățișează pe Valérie Bouley, o mamă dintr-o familie refăcută care, alături de soțul ei Denis (Bruno Salomone), favorizează, nu fără stângăcie sau anxietate, o educație liberală pentru copiii lor, opusă cuplului Lepic. Această performanță îi aduce distincția de cea mai bună actriță de comedie la Festivalul de Televiziune de la Monte-Carlo din iunie 2008. Programul se impune rapid ca un succes de audiență și se bucură de nouă sezoane, până în 2017.
Această vizibilitate îi permite să revină la cinema, în proiecte mai expuse : în 2010, face parte din distribuția filmului istoric Răscumpărarea, apoi în 2015 joacă alături de Daniel Auteuil, Gérard Jugnot, François Berléand și Zabou Breitman în comedia dramatică Între prieteni, al șaptelea film al lui Olivier Baroux în calitate de producător. În același an, ea a jucat în Viața foarte privată a domnului Sim, al patrulea lungmetraj de Michel Leclerc, care a coordonat scrierea și producția celui de-al șaptelea sezon din Nu face asta, nu face aia.
Între două filmări, actrița se dedică scenei : joacă astfel în piese foarte apreciate de critici, prin întruchiparea cu brio a personajelor care sunt foarte diferite unele de altele. Să cităm, alături de clasicul Richard al III-lea (2005), piesele contemporane Dragostea este copil de ticălos (2003) — jucate de 280 de ori — și Grădina (2006-2008), pentru care a fost nominalizată la Molières 2004 și 2007.
La sfârșitul anului 2017, ea revine în televiziune, la France 2, într-un rol obișnuit, personificând eroina din serialul de detectivi Crime perfecte. Ea îl sprijină pe regizorul Roman Polanski, afirmând că „i-ar plăcea să facă un film” cu el.

## Filmografie

### Film de cinema
- 1986 : Triplu sec (scurtmetraj) de Yves Thomas
- 1988 : Urmăriți acest avion de Patrice Ambard : Élisabeth Martini
- 1988 : Șuanii de Philippe de Broca : Viviane
- 1989 : Mado, post restant de Alexandre Adabachyan
- 1992 : Louis, copilul rege de Roger Planchon : ducesa de Châtillon
- 1992 : Bilanț provizoriu de Peter Kassovitz
- 1993 : Păsări ciudate de Peter Kassovitz
- 1993 : Ora la care sălbaticiunile merg să bea apă de Pierre Jolivet : Ea
- 1993 : Privește-mă când te părăsesc de Philippe de Broca : Ève
- 1997 : Didier d'Alain Chabat : Maria
- 1998 : Paparazzi d'Alain Berberian : Sandra
- 1999 : Totul se scaldă<span typeof="mw:DisplaySpace" id="mw9Q">&nbsp;</span>! d'Éric Civanyan : Marine'
- 2000 : Oamenii în costum de baie nu sunt (neapărat) superficiali d'Éric Assous : Laurette
- 2003 : Nu plecați! d'Arthur Joffé : Lucie Mandel
- 2005 : Caut logodnic toate cheltuielile plătite d'Aline Issermann : Marie
- 2008 : Asta se tratează<span typeof="mw:DisplaySpace" id="mwARM">&nbsp;</span>? de Laurent Chouchan : Céline Ladislav
- 2010 : Răscumpărarea de Roselyne Bosch : Hélène Timonier
- 2015 : Viața foarte privată a domnului Sim de Michel Leclerc : Caroline
- 2015 : Între prieteni d'Olivier Baroux : Carole
- 2022 : Gemeni dar nu prea d'Olivier Ducray et Wilfried Méance : Patricia Beaulieu

### Filme de televiziune
- 1977 : Lorenzaccio (TV et Théâtre) de Jean-Paul Carrère
- 1988 :
  - Catherine de Médicis, le tocsin de la Révolution de Yves-André Hubert
  - La Chambre d'ami de Caroline Huppert
  - Une Gare en or massif de Caroline Huppert
  - Marie-Antoinette, reine d'une seul amour de Caroline Huppert
  - Les Amoureux du cinéma de Philippe Leguay
- 1989 : The free Frenchman de Jim Goddard
  - Les Nuits révolutionnaires de Charles Brabant
- 1990 :
  - Moi, Général de Gaulle de Denys Granier-Deferre
  - La Montagne de diamants de Jeannot Szwarc
- 1993 :
  - Le Gadjo de Didier Grousset
  - Le Cœur qui tape de Didier Grousset
- 1994 : V'la l'cinéma ou le roman de Charles Pathé de Jacques Rouffio
- 1996 : J'ai deux amours de Caroline Huppert
- 1998
  - Chaos technique de Laurent Zerah
  - Les Parents modèles de Jacques Fansten
- 1999 : Anibal de Pierre Boutron
- 2000 : La Causse d'Aspignac de Rémy Burkel
- 2001 : Pas vu, pas pris de Dominique Tabuteau
- 2003
  - Courrier du cœur de Christian Faure
  - Des kilos en or - Pas vu, pas pris II de Christian François
  - Qu'elle est belle la quarantaine<span typeof="mw:DisplaySpace" id="mwAZw">&nbsp;</span>! d'Alexis Lecaye
- 2004 : Un Crime parfait - Commissaire Cordier, épisode nr. 1, de Bertrand Van Effenterre
- 2005 :
  - Frappes interdites de Bertrand Malaterre
  - Le Piège du Père Noël de Christian Faure
  - Confession d'un menteur, la nouvelle vie de Romain de Didier Grousset
- 2006 :
  - Passés troubles de Serge Meynard
  - Les Inséparables - Nouveaux départs d'Élisabeth Rappeneau
  - Les Inséparables - Tout nouveau tout beau d'Élisabeth Rappeneau
  - Les Inséparables - Drôles de zèbres d'Élisabeth Rappeneau
- 2007 :
  - Fais pas ci, fais pas ça - saison 1 (12 épisodes) d'Anne Giafferi et Thierry Bizot
  - Tragédie en direct de Marc Rivière
- 2008 : Almasty, la dernière expédition de Jacques Mitsch
- 2009 : Fais pas ci, fais pas ça - saison 2 (6 épisodes) d'Anne Giafferi et Thierry Bizot
- 2010 : Fais pas ci, fais pas ça - saison 3 (8 épisodes) d'Anne Giafferi et Thierry Bizot
- 2011 :
  - Héloïse et Le romancier Martin de Jérôme Foulon
  - Fais pas ci, fais pas ça - saison 4 (8 épisodes) d'Anne Giafferi et Thierry Bizot
  - Accident de parcours de Patrick Volson
- 2012 :
  - La Nuit du réveillon de Serge Meynard
  - Fais pas ci, fais pas ça - saison 5 (8 épisodes) d'Anne Giafferi et Thierry Bizot
  - L'Innocent de Pierre Boutron
- 2013 :
  - Fais pas ci, fais pas ça - saison 6 (8 épisodes) d'Anne Giafferi et Thierry Bizot
  - Paradis amers de Christian Faure
- 2014 :
  - Fais pas ci, fais pas ça - saison 7 (6 épisodes) d'Anne Giafferi et Thierry Bizot
  - À livre ouvert de Stéphanie Chuat et Véronique Reymond
- 2015 :
  - Au nom des fils de Christian Faure
  - Accusé, épisode L'histoire de Sophie réalisé par Didier Bivel
  - Stavisky, l'escroc du siècle de Claude-Michel Rome
- 2016 :
  - Fais pas ci, fais pas ça - saison 8 (6 épisodes) de Pierre Aknine et Philippe Lefebvre
- 2017 :
  - Les Bracelets rouges de Nicolas Cuche
  - Crimes parfaits de Didier Le Pêcheur (épisodes Un bon chanteur est un chanteur mort et Aux innocents, les mains pleines)
  - Les Chamois de Philippe Lefebvre
  - Fais pas ci, fais pas ça - saison 9 (6 épisodes) de Cathy Verney et Michel Leclerc
- 2018 :
  - Mémoire de sang d'Olivier Guignard
  - Crimes parfaits de Philippe Bérenger (épisodes Comme un froid entre nous et Au théâtre ce soir)
  - Les Chamois de Philippe Lefebvre
- 2020 : 
  - Fais pas ci, fais pas ça<span typeof="mw:DisplaySpace" id="mwAnU">&nbsp;</span>: Y aura-t-il Noël à Noël<span typeof="mw:DisplaySpace" id="mwAnY">&nbsp;</span>? de Michel Leclerc
  - Black and White de Moussa Sène Absa : Hélène Favier
  - Crimes parfaits de Philippe Bérenger (épisodes La Messe est dite et La balle est dans ton camp)
- 2021 : 
  - La Traque d'Yves Rénier : Monique Fourniret
  - À mon tour de Frédéric Berthe : Rose de Ponte
- 2022 : 
  - Amis d'enfance de Sam Karmann et Serge Khalfon
  - Crimes parfaits (épisodes Le pied à l’étrier et D’une pierre deux coups)
- 2024 : Les Oubliés du Delta de Leslie Gwinner : commissaire Marianne Prévost